# Street Dance Kids
Street Dance Kids (títol original, All Stars) és una pel·lícula de dansa britànica del 2013 dirigida per Ben Gregor. La pel·lícula es va estrenar al Regne Unit el 3 de maig de 2013 i és protagonitzada per Theo Stevenson com un dels dos nens que intenten salvar el seu centre juvenil. S'ha doblat al valencià per a À Punt.

## Repartiment
- Theo Stevenson com Ethan
- Akai com a Jaden
- Ashley Jensen com a Gina
- Fleur Houdijk com a Amy
- Dominic Herman-Day com a Tim
- Amelia Clarkson com a Rebecca
- Gamal Toseafa com a Brian
- Summer Davies com a Sadie